# Rostec
Rostec (Ростех), officielt State Corporation for Assistance to Development, Production and Export of Advanced Technology Industrial Product Rostec er et statsejet russisk forsvarsindustri-konglomerat med hovedkvarter Moskva. Omsætningen var i 2017 på 27,2 mia. US $, og der var 453.000 ansatte.
Virksomheden blev etableret i 2007 og består af omkring 700 datterselskaber fordelt på 14 holdingselskaber. 11 holdingselskaber indenfor for forsvarsteknologi og 3 indenfor civil teknologi. Den ledes af Sergey Chemezov, hvilket er godkendt af Vladimir Putin.